# Kremenec
Kremenec nebo Kremjanec (ukrajinsky Кременець, Kremenec nebo Крем'янець Kremjanec; polsky Krzemieniec) je historické město na západní Ukrajině. Nachází se na jihu historického regionu Volyň v dnešní Ternopilské oblasti, přibližně 80 km od Ternopilu. Prochází tudy silnice Rivne – Dubno – Kremenec – Ternopil. Město je sídlem Kremeneckého rajónu. V roce 2022 zde žilo 20 476 obyvatel.
Narodil se zde polský romantický spisovatel Juliusz Słowacki a ukrajinský spisovatel Jurij Pokalčuk.

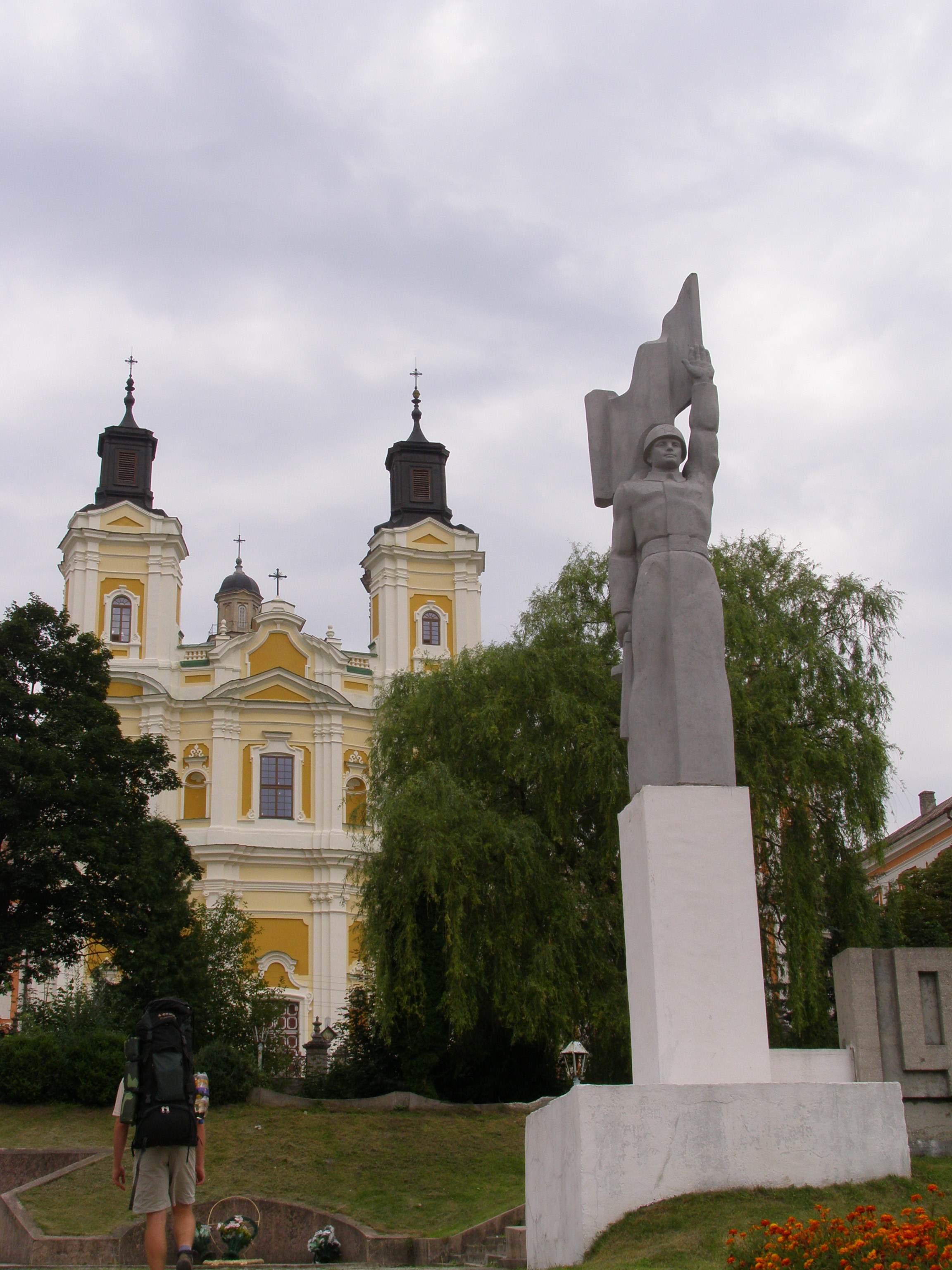
Pomník obětem druhé světové války, za ním ukrajinský ortodoxní kostel
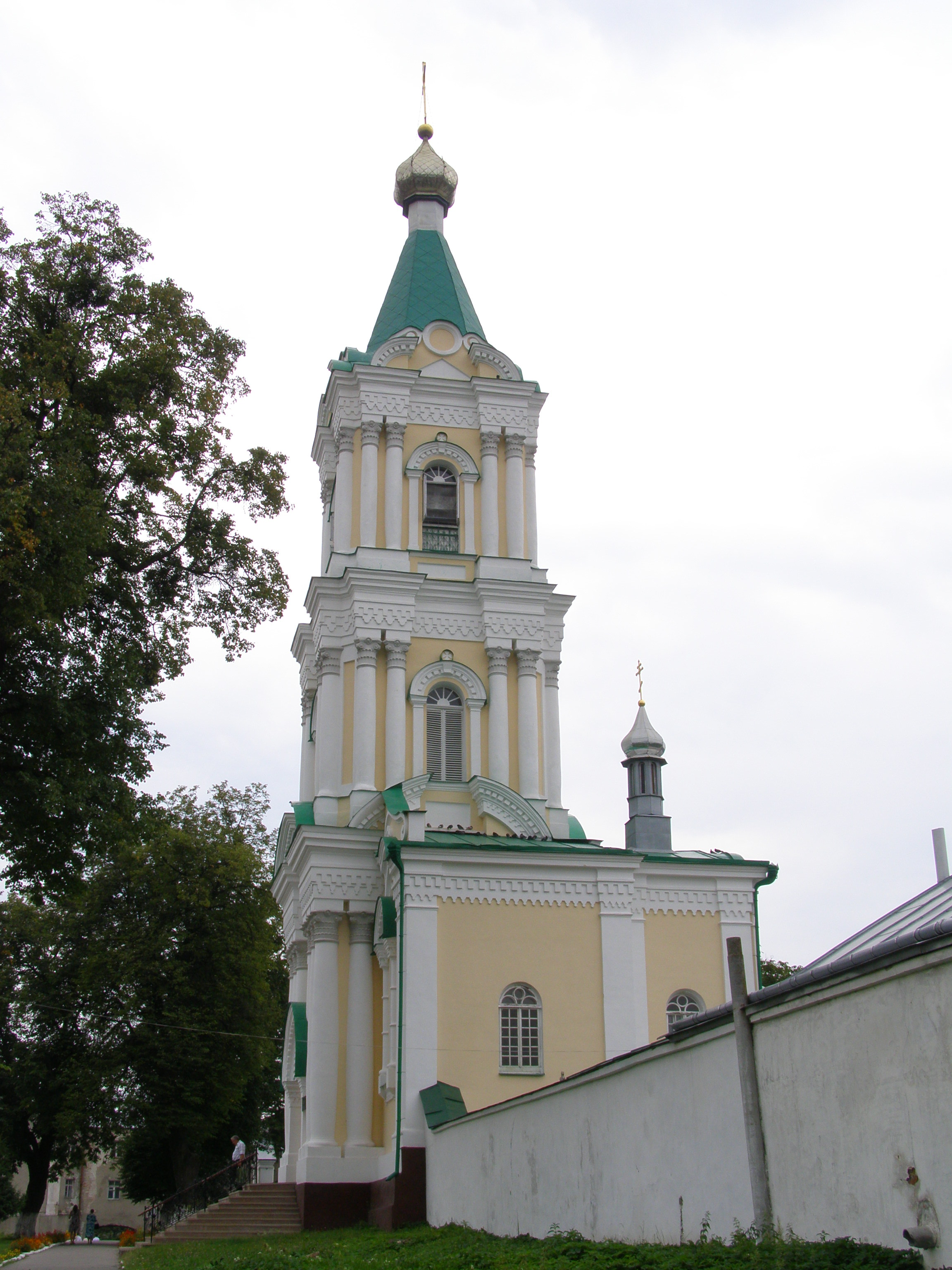
Věž pravoslavného monastýru (před řeckokatolický)
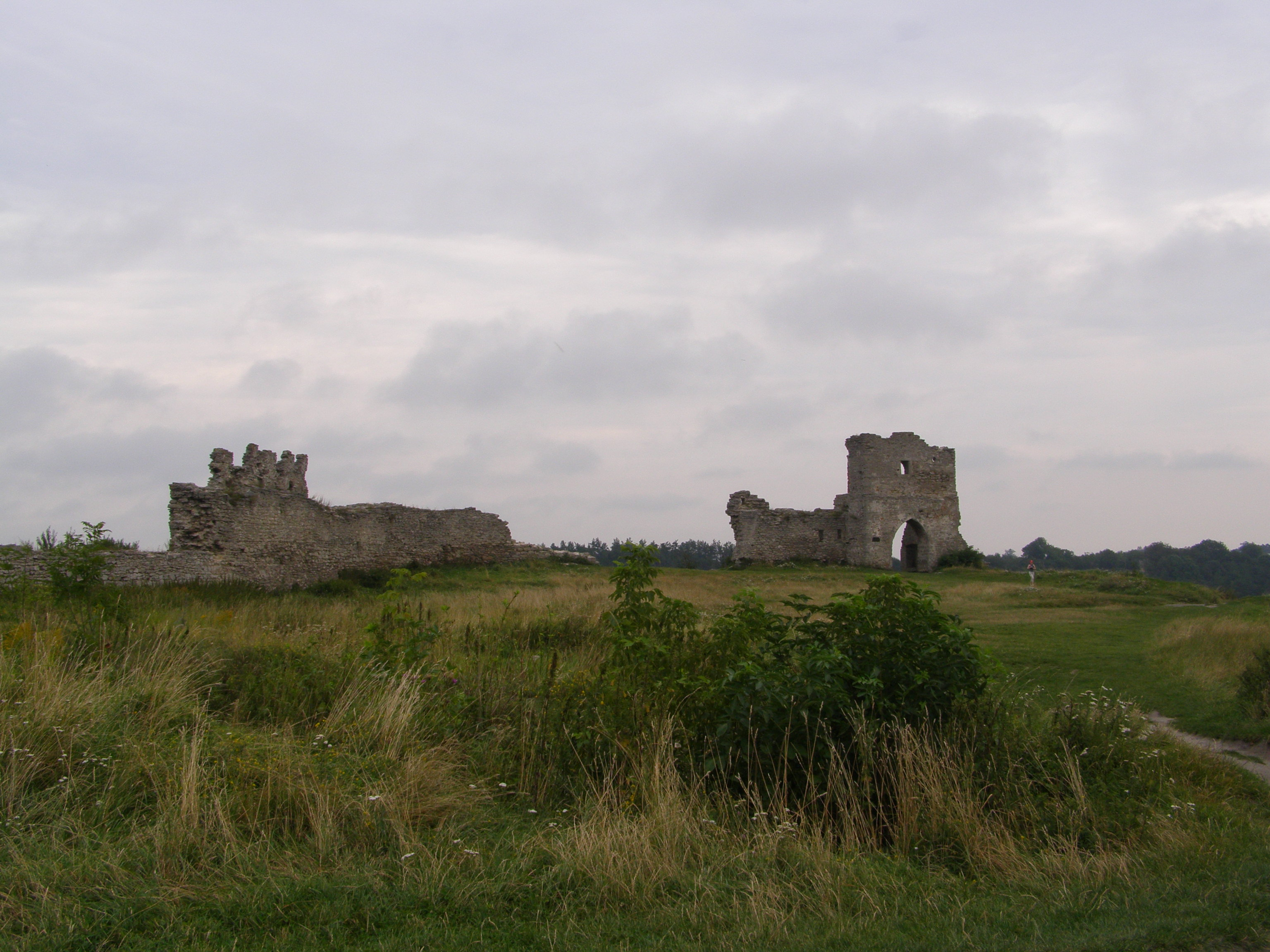
Hrad nad městem